# 印卡瓦西山 (卡巴納區)
14°27′46″S 74°09′21″W / 14.46278°S 74.15583°W
印卡瓦西山（Inka Wasi），是秘魯的山峰，位於該國中南部阿亞庫喬大區，由盧卡納斯省的卡巴納區負責管轄，屬於安地斯山脈的一部分，海拔高度4,400米。